# ATP-toernooi van Nottingham
Het ATP-toernooi van Nottingham is een jaarlijks terugkerend tennistoernooi in het mannentennis en wordt gehouden in de periode tussen Roland Garros en Wimbledon. Het toernooi wordt gespeeld in de Engelse plaats Nottingham en heeft als ondergrond gras. Het is een voorbereidingstoernooi op het toernooi van Wimbledon.
Voorheen vond het toernooi plaats in Manchester waarna het in 1995 naar Nottingham verhuisde. Tot en met 2008 behoorde het tot de "ATP International Series".
Dit toernooi is in 2009 samengegaan met het WTA-toernooi van Eastbourne en werd tot en met 2014 gespeeld als ATP-toernooi van Eastbourne. In 2015 keerde het toernooi terug naar Nottingham, samen met het WTA-toernooi van Nottingham.

## Finales
Er zijn vier spelers die het toernooi twee keer wonnen: Jonas Björkman, Greg Rusedski, Richard Gasquet en Ivo Karlović In 1996 won de Nederlander Jan Siemerink.

### Enkelspel
| Datum      | Naam                                    | Categorie     | ($/€)         | Winnaar             | Verliezend finalist | Uitslag          |               |
| ---------- | --------------------------------------- | ------------- | ------------- | ------------------- | ------------------- | ---------------- | ------------- |
| 12-06-2017 | Aegon Open Nottingham                   | Challenger    | € 127.000 + H | Dudi Sela (2)       | Thomas Fabbiano     | 4-6, 6-4, 6-3    |               |
| 25-06-2016 | Aegon Open Nottingham                   | ATP 250       | € 648.255     | Steve Johnson       | Pablo Cuevas        | 7-6(5), 7-5      | Details       |
| 28-06-2015 | Aegon Open Nottingham                   | ATP 250       | € 589.160     | Denis Istomin       | Sam Querrey         | 7-6(1), 7-6(6)   | Details       |
| 09-06-2014 | Aegon Nottingham Challenger             | Challenger    | € 64.000      | Nick Kyrgios        | Sam Groth           | 7-6(3), 7-6(7)   |               |
| 10-06-2013 | Aegon Nottingham Challenger             | Challenger    | € 64.000      | Steve Johnson       | Ruben Bemelmans     | 7-5, 7-5         |               |
| 11-06-2012 | Aegon Nottingham Challenger             | Challenger    | € 64.000      | Grega Žemlja        | Karol Beck          | 7-6(3), 4-6, 6-4 |               |
| 06-06-2011 | Aegon Nottingham Challenger             | Challenger    | € 64.000      | Dudi Sela (1)       | Jérémy Chardy       | 6-4, 3-6, 7-5    |               |
| 2009-2010  | Geen toernooi                           | Geen toernooi | Geen toernooi | Geen toernooi       | Geen toernooi       | Geen toernooi    | Geen toernooi |
| 16-06-2008 | The SlazengerOpen                       | Int. Series   | € 349.000     | Ivo Karlović (2)    | Fernando Verdasco   | 7-5, 6-7, 7-6    | Details       |
| 18-06-2007 | The Nottingham Open                     | Int. Series   | $ 391.000     | Ivo Karlović (1)    | Arnaud Clément      | 3-6, 6-4, 6-4    | Details       |
| 19-06-2006 | red letter DAYS Open                    | Int. Series   | $ 355.000     | Richard Gasquet (2) | Jonas Björkman      | 6-4, 6-3         | Details       |
| 13-06-2005 | The 10tele.com Open                     | Int. Series   | $ 355.000     | Richard Gasquet (1) | Maks Mirni          | 6-2, 6-3         | Details       |
| 14-06-2004 | Nottingham Open by The Sunday Telegraph | Int. Series   | $ 355.000     | Paradorn Srichaphan | Joachim Johansson   | 1-6, 7-6, 6-3    | Details       |
| 16-06-2003 | The Samsung Open                        | Int. Series   | $ 355.000     | Greg Rusedski (2)   | Mardy Fish          | 6-3, 6-2         | Details       |
| 17-06-2002 | The Samsung Open                        | Int. Series   | $ 356.000     | Jonas Björkman (2)  | Wayne Arthurs       | 6-2, 6-7, 6-2    | Details       |
| 18-06-2001 | The Samsung Open                        | Int. Series   | $ 375.000     | Thomas Johansson    | Harel Levy          | 7-5, 6-3         | Details       |
| 19-06-2000 |                                         | Int. Series   | $ 350.000     | Sébastien Grosjean  | Byron Black         | 7-6, 6-3         | Details       |
| 14-06-1999 |                                         | Int. Series   | $ 325.000     | Cédric Pioline      | Kevin Ullyett       | 6-3, 7-5         | Details       |
| 15-06-1998 |                                         | Int. Series   | $ 315.000     | Jonas Björkman (1)  | Byron Black         | 6-3, 6-2         | Details       |
| 16-06-1997 |                                         | World Series  | $ 303.000     | Greg Rusedski (1)   | Karol Kučera        | 6-4, 7-5         | Details       |
| 17-06-1996 |                                         | World Series  | $ 303.000     | Jan Siemerink       | Sandon Stolle       | 6-3, 7-6         | Details       |
| 19-06-1995 |                                         | World Series  | $ 303.000     | Javier Frana        | Todd Woodbridge     | 7-6, 6-3         | Details       |

1995 · 1996 · 1997 · 1998 · 1999 · 2000 · 2001 · 2002 · 2003 · 2004 · 2005 · 2006 · 2007 · 2008 · 2009 - 2014 · 2015 · 2016
ITF-toernooien (mannen en vrouwen)

ATP-toernooien (mannen) – ATP-seizoen 2025

WTA-toernooien (vrouwen) – WTA-seizoen 2025

Voormalige toernooien mannen
Voormalige toernooien vrouwen
Voormalige amateurtoernooien